# Canton de Quimper-2
Le canton de Quimper-2 est une circonscription électorale française située dans le département du Finistère et la région Bretagne.

## Histoire
Le canton de Quimper-II a été créé par décret du 23 juillet 1973 scindant en deux le canton de Quimper.
Il est modifié par décret du 22 janvier 1985 créant le canton de Quimper-3.
Un nouveau découpage territorial du Finistère entre en vigueur à l'occasion des élections départementales de mars 2015, défini par le décret du 13 février 2014, en application des lois du 17 mai 2013 (loi organique 2013-402 et loi 2013-403). Les conseillers départementaux sont, à compter de ces élections, élus au scrutin majoritaire binominal mixte. Les électeurs de chaque canton élisent au Conseil départemental, nouvelle appellation du Conseil général, deux membres de sexe différent, qui se présentent en binôme de candidats. Les conseillers départementaux sont élus pour 6 ans au scrutin binominal majoritaire à deux tours, l'accès au second tour nécessitant 12,5 % des inscrits au 1er tour. En outre la totalité des conseillers départementaux est renouvelée. Ce nouveau mode de scrutin nécessite un redécoupage des cantons dont le nombre est divisé par deux avec arrondi à l'unité impaire supérieure si ce nombre n'est pas entier impair, assorti de conditions de seuils minimaux. Dans le Finistère, le nombre de cantons passe ainsi de 54 à 27. 
Le canton est entièrement inclus dans l'arrondissement de Quimper. Le bureau centralisateur est situé à Quimper.

## Représentation

### Représentation de 1973 à 2015
| Période | Période | Identité                         | Étiquette | Qualité |
| ------- | ------- | -------------------------------- | --------- | --- |
| 1973    | 1976    | Léon Goraguer                    | DVG       | Instituteur puis directeur d'école Maire de Penhars puis de Quimper (1967-1975) Ancien conseiller général du Canton de Quimper |
| 1976    | 1988    | Joseph (Jos) Youinou (1937-2018) | PS        | Professeur, conseiller municipal de Quimper                                                                                    |
| 1988    | 2001    | Pierre Faucher                   | PS        | Enseignant Maire d'Ergué-Gabéric (1989-2001), député suppléant de Bernard Poignant (1988-1993)                                 |
| 2001    | 2015    | Maryvonne Blondin                | PS        | Enseignante Sénatrice (2008-2020) Ancienne adjointe au maire d'Ergué-Gabéric                                                   |

### Représentation après 2015
| Période élective | Période élective | Mandat | Mandat           | Identité                  | Nuance | Nuance | Qualité |
| ---------------- | ---------------- | ------ | ---------------- | ------------------------- | ------ | ------ | --- |
| 2015             | 2021             | 2015   | 2021             | Isabelle Assih            |        | PS     | Psychologue de l'Éducation nationale à Quimper Déléguée à l’accessibilité des politiques sociales et aux projets des Centres départementaux d’action sociale Maire de Quimper depuis 2020 |
| 2015             | 2021             | 2015   | 2019 (démission) | Jean-Marc Tanguy          |        | PS     | Conseiller municipal de Quimper (2008-2019) Vice-président du Pays de Cornouaille (2015-2018) Délégué au sport                                                                            |
| 2015             | 2021             | 2019   | 2021             | Thierry Biger             |        | PRG    | Artiste peintre graffeur à Quimper |
| 2021             | 2028             | 2021   | en cours         | Marie-Pierre Jean-Jacques |        | DVG    | Dessinatrice dans une agence d'architecture Ancienne adjointe au maire, conseillère municipale d'Ergué-Gabéric                                                                            |
| 2021             | 2028             | 2021   | en cours         | Matthieu Stervinou        |        | PS     | Conseiller emploi, adjoint au maire de Quimper |

### Résultats détaillés

#### Élections de mars 2015
À l'issue du 1er tour des élections départementales de 2015, deux binômes sont en ballottage : Isabelle Assih et Jean-Marc Tanguy (PS, 34,70 %) et Claire Levry-Gérard et Guillaume Menguy (Union de la Droite, 33,61 %). Le taux de participation est de 53,26 % (14 551 votants sur 27 320 inscrits) contre 51,11 % au niveau départementalet 50,17 % au niveau national.
Au second tour, Isabelle Assih et Jean-Marc Tanguy (PS) sont élus avec 51,55 % des suffrages exprimés et un taux de participation de 52,27 % (6 872 voix pour 14 280 votants et 27 319 inscrits).

#### Élections de juin 2021
Le premier tour des élections départementales de 2021 est marqué par un très faible taux de participation (33,26 % au niveau national). Dans le canton de Quimper-2, ce taux de participation est de 34,26 % (9 244 votants sur 26 979 inscrits) contre 35,55 % au niveau départemental. À l'issue de ce premier tour, deux binômes sont en ballottage : Marie-Pierre Jean-Jacques et Matthieu Stervinou (Union à gauche, 32,03 %) et Guillaume Menguy et Estelle Quiniou (Union au centre et à droite, 27,84 %).
Le second tour des élections est marqué une nouvelle fois par une abstention massive équivalente au premier tour. Les taux de participation sont de 34,36 % au niveau national, 36,76 % dans le département et 36,65 % dans le canton de Quimper-2. Marie-Pierre Jean-Jacques et Matthieu Stervinou (Union à gauche) sont élus avec 52,07 % des suffrages exprimés (4 862 voix pour 9 891 votants et 26 991 inscrits),,. 

## Composition

### Composition de 1973 à 1985
Lors de sa création en 1973, le canton de Quimper-II est composé de :
- la commune d'Ergué-Gabéric ;
- la portion de territoire de la ville de Quimper située à droite d'une ligne Ouest-Est prenant naissance à la limite séparative des communes de Quimper et Pluguffan et non incluse dans le canton de Quimper-I.

### Composition de 1985 à 2015

Localisation du canton de Quimper II dans le Finistère de 1985 à 2015

Le canton est réduit par le découpage de 1985, il est alors composé de :
- la commune d'Ergué-Gabéric ;
- la portion de territoire de la ville de Quimper déterminée par les limites territoriales des communes d'Ergué-Gabéric, Saint-Evarzec et Pleuven, par l'axe des voies ci-après : route de Bénodet (D. 34), rue du 19-Mars-1962, rue du Chanoine-Moreau, place Bérardier, et par l'axe de la rivière l'Odet jusqu'à la limite de la commune d'Ergué-Gabéric.

### Composition depuis 2015
| Nom                             | Code Insee | Intercommunalité                | Superficie (km2) | Population (dernière pop. légale)                | Densité (hab./km2) | Modifier                                    |
| ------------------------------- | ---------- | ------------------------------- | ---------------- | ------------------------------------------------ | ------------------ | ------------------------------------------- |
| Quimper (bureau centralisateur) | 29232      | CA Quimper Bretagne occidentale | 84,45            | Fraction : 40 076 (2022) Commune : 64 530 (2022) | 764                | modifier les données · modifier les données |
| Canton de Quimper-2             | 2924       |                                 |                  | 40 076 (2022)                                    |                    | modifier les données                        |

Le canton de Quimper-2 comprend désormais la partie de la commune de Quimper non incluse dans le canton de Quimper-1.

## Démographie

### Démographie avant 2015
| 1975 | 1982 | 1990   | 1999   | 2006   | 2011   | 2012   |
| ---- | ---- | ------ | ------ | ------ | ------ | ------ |
| -    | -    | 25 693 | 27 755 | 28 373 | 27 644 | 27 937 |

### Démographie depuis 2015
En 2022, le canton comptait 40 076 habitants, en évolution de +1,59 % par rapport à 2016 (Finistère : +2,16 %, France hors Mayotte : +2,11 %).
| 2013   | 2018   | 2022   |
| ------ | ------ | ------ |
| 39 414 | 39 166 | 40 076 |